# Mont Olympe (Charleville-Mézières)
Pour les articles homonymes, voir Mont Olympe (homonymie) et Olympe (homonymie).
Le mont Olympe est une colline enserrée aujourd’hui dans la ville de Charleville-Mézières. Ce fut une implantation romaine puis un lieu fortifié, avant de devenir une colline boisée à la limite de  l’ancienne commune de Montcy-Saint-Pierre, faisant face à Charleville. Aujourd'hui Montcy-Saint-Pierre a été absorbé par Charleville-Mézières, et ce mont également. Son nom est une réminiscence de l’antiquité et lui a été attribué par le fondateur de Charleville, Charles de Gonzague. C'était précédemment la motte du Châtelet.
Cette colline est aujourd’hui un espace vert. Au pied du mont Olympe, le long de la Meuse, s’étend une zone appelée plaine du mont Olympe, dotée d’aménagements touristiques. Une passerelle piétonne relie Charleville au mont en passant par l’île du Vieux Moulin.

## Localisation

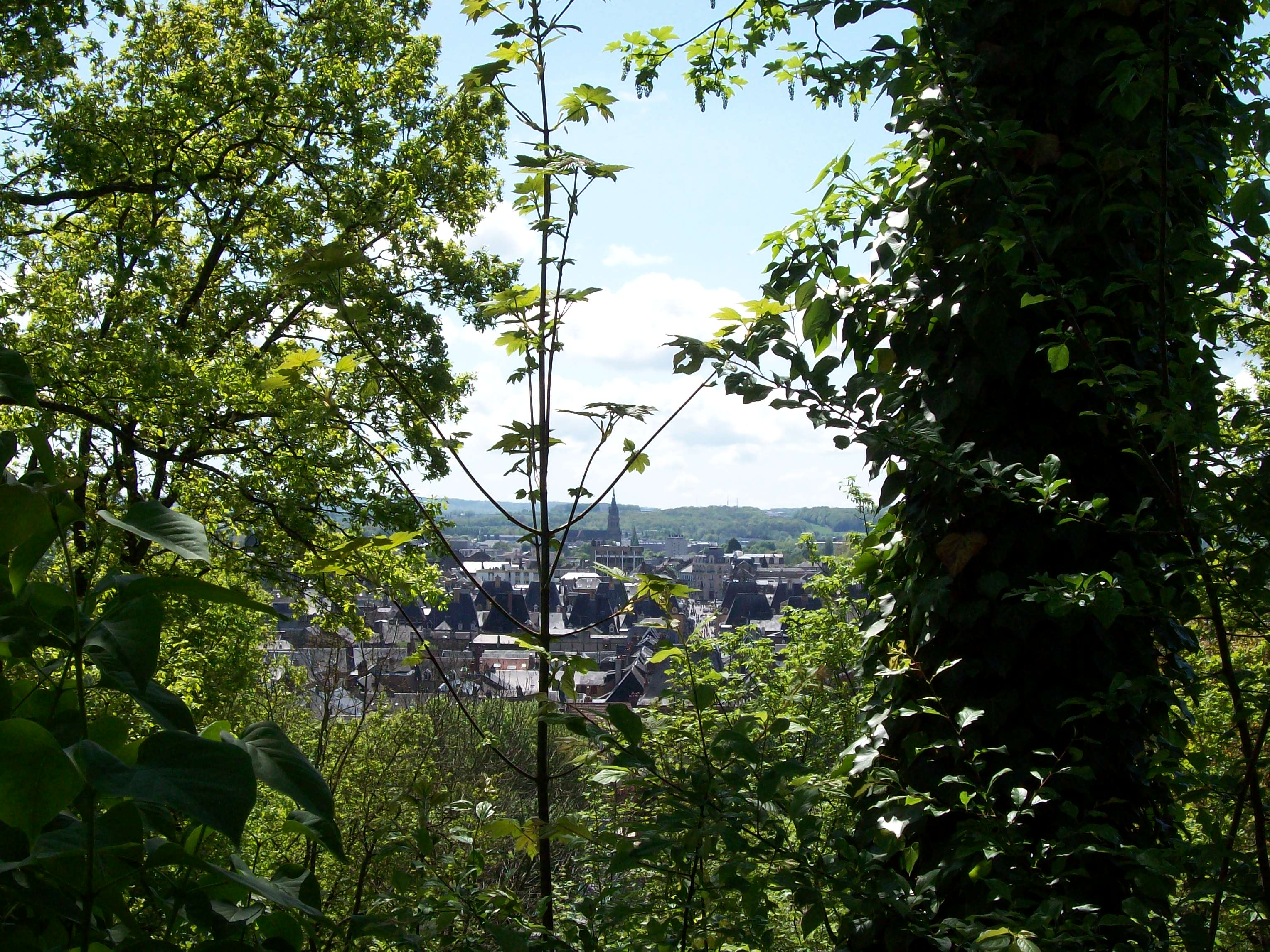
Vue sur Charleville-Mézières du mont Olympe

Le mont Olympe est situé sur la rive droite de la Meuse. C'est une colline boisée, le début du massif ardennais, à la limite de  l’ancienne commune de Montcy-Saint-Pierre, faisant face à Charleville. Le sommet est à 197 m d'altitude, soit une dénivelée de 50 m avec le tablier de la passerelle permettant de passer le fleuve.

## Histoire
Une cité romaine a été implantée en ce lieu,. Il est possible qu’il ait été ensuite fortifié. Au Moyen Âge, la colline prend le nom de motte du Châtelet ou Chastelet ou Castelet. Au début du XIVe siècle, elle est occupée par une métairie appartenant à l’abbaye Sainte-Nicaise à Reims, avant d’être cédée au comte de Rethel, puis à la principauté de Château-Regnault. Ayant fondé la ville de Charleville, Charles de Gonzague s’emploie à sécuriser cette cité en rentrant en possession de cette hauteur qui lui fait face, de l’autre côté de la Meuse. Il signe en août 1611 un accord avec François de Bourbon-Conti lui permettant de disposer de la jouissance du sommet et du versant sud du mamelon. Il en change le nom, le rebaptisant mont Olympe, par analogie avec la montagne mythologique figurant sur sa couronne ducale. Il y entame également la construction d'une citadelle. Le plan initial est celui d'un édifice de plan pentagonal constitué de cinq bastions de terre gazonnée, avec à l'intérieur, cinq tours de quatre étages jointes par cinq ailes. La construction est suspendue lors du départ de Charles de Gonzague pour l'Italie afin de régler la succession du duché de Mantoue.

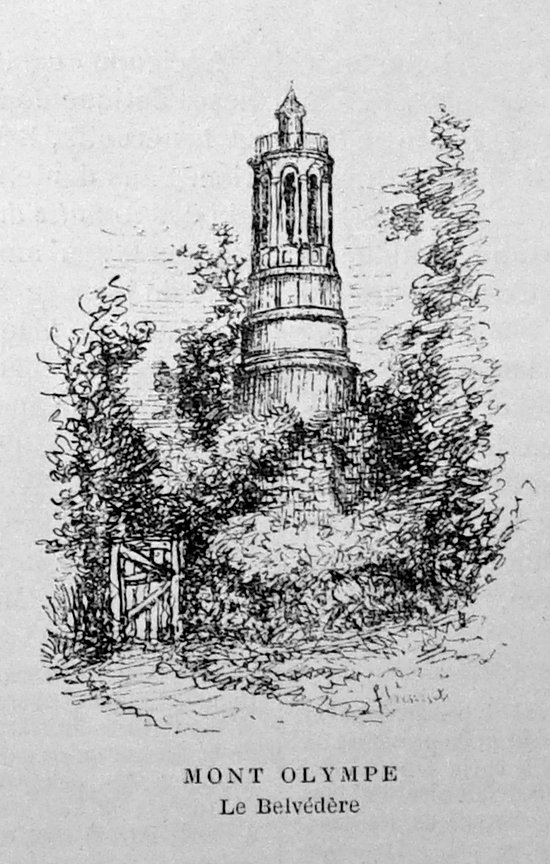
La tour belvédère.

En 1629, à la suite de la mort du prince de Conti, la principauté de Château-Regnault est rattachée à la France et Louis XIII devient le seigneur suzerain  de la colline. En 1637, en l’absence de Charles de Gonzague, toujours en Italie, le roi de France, intéressé par cette position, s’en empare, soi-disant pour aider à maintenir la ville de Charleville dans l'obéissance à son duc, et renforce les fortifications. Le site est tenu par une cinquantaine d'hommes de troupe, et Louis de la Trémoille, duc de Noirmoutier, en est nommé gouverneur. Quelques décennies plus tard, sous le règne de Louis XIV, Vauban, commissaire des fortifications, décide, en 1686-1688, de démanteler cette place, ne souhaitant pas multiplier les citadelles isolées et privilégiant les fortifications de Mézières. Après la Révolution, les terres du versant sud passent au XIXe siècle, et au début du XXe siècle par différents propriétaires privés. La pente est aménagée en parc, avec sentiers, escaliers, petit temple à l’antique et, au sommet, une tour-belvédère.

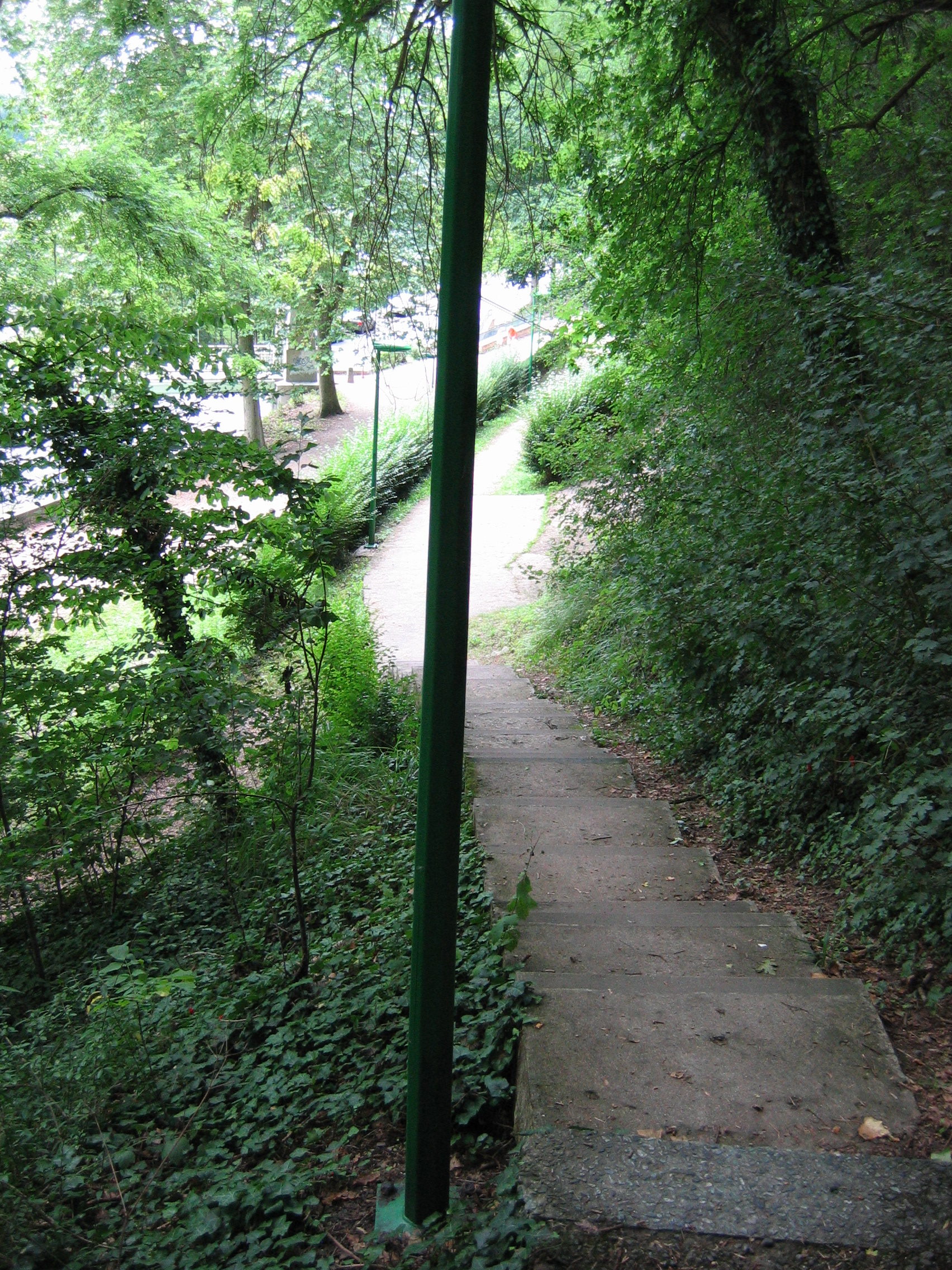
Sentier du mont Olympe.

En 1927, la ville de Charleville fait l’acquisition du terrain et le transforme en jardin public et en espace vert, avec des sentiers permettant des balades jusqu'à Montcy-Saint-Pierre. Le bas du mont Olympe, en bord de Meuse, est utilisé pour des jardins ouvriers.
Puis il fait l’objet, dans la deuxième moitié du XXe siècle, d’aménagements touristiques : terrain de camping, piscine puis centre aquatique, base nautique, port de plaisance, aires de jeux et terrains de tennis au bord de la Meuse ou encore sentiers montant vers le sommet.

## La passerelle
Lorsqu'elle est construite en 1933, c’est la première passerelle suspendue des Ardennes. L'ouvrage, réalisé par la société Leinekugel le Cocq et Fils, de Larche en Corrèze, est terminée le 30 août 1934, et inaugurée par le maire de Charleville, Charles Boutet, le 16 septembre de la même année. Elle comporte deux travées de 64,20 m d'ouverture, avec une pile centrale et une ouverture totale entre culées de 127 m. La largeur du tablier est de 3,40 m, dont 2,50 m pour la circulation des piétons. Elle est détruite pendant la Seconde Guerre mondiale. Reconstruite à la Libération, par le constructeur d'origine, elle est profondément rénovée en 2007,.

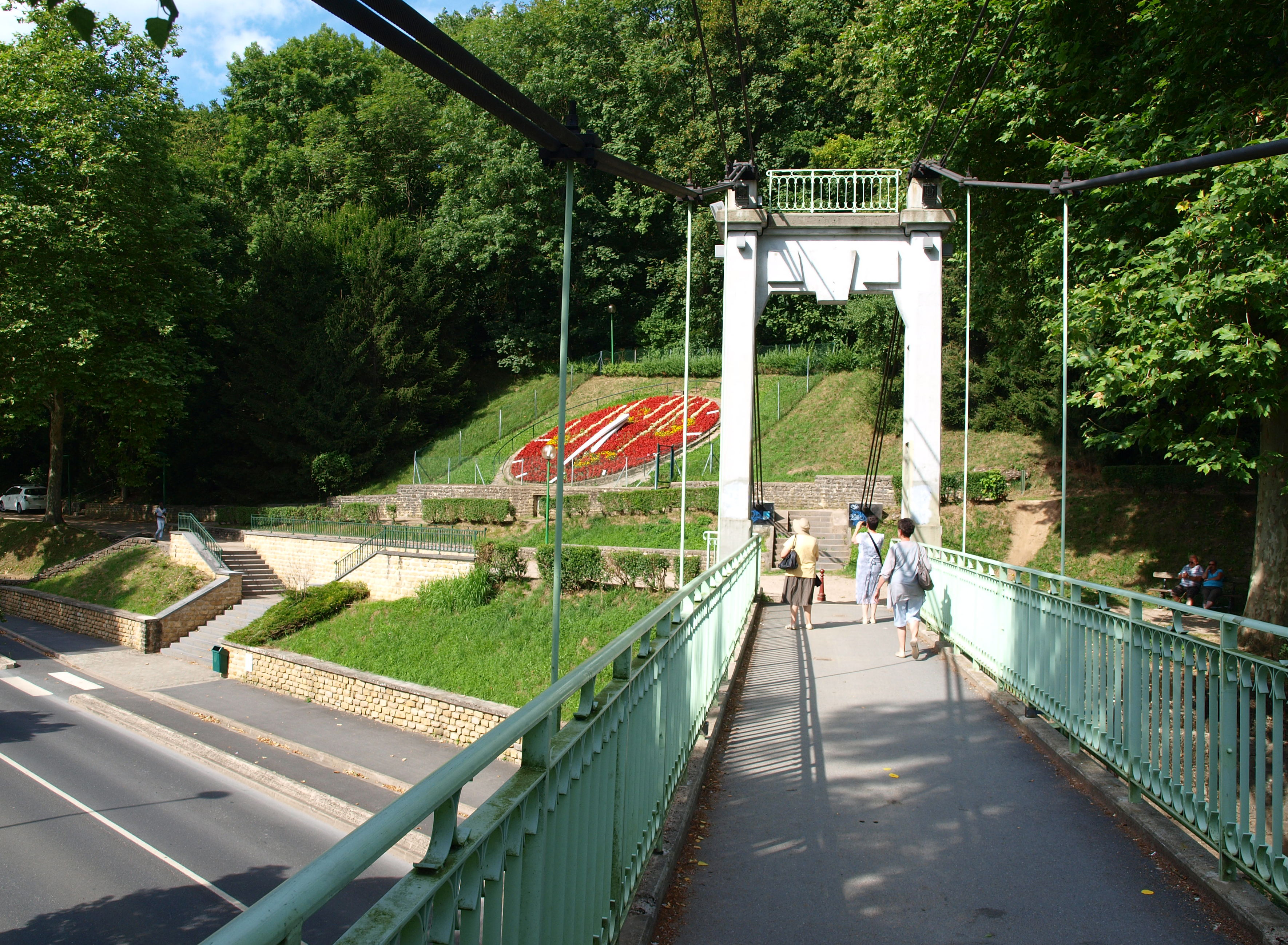
La passerelle
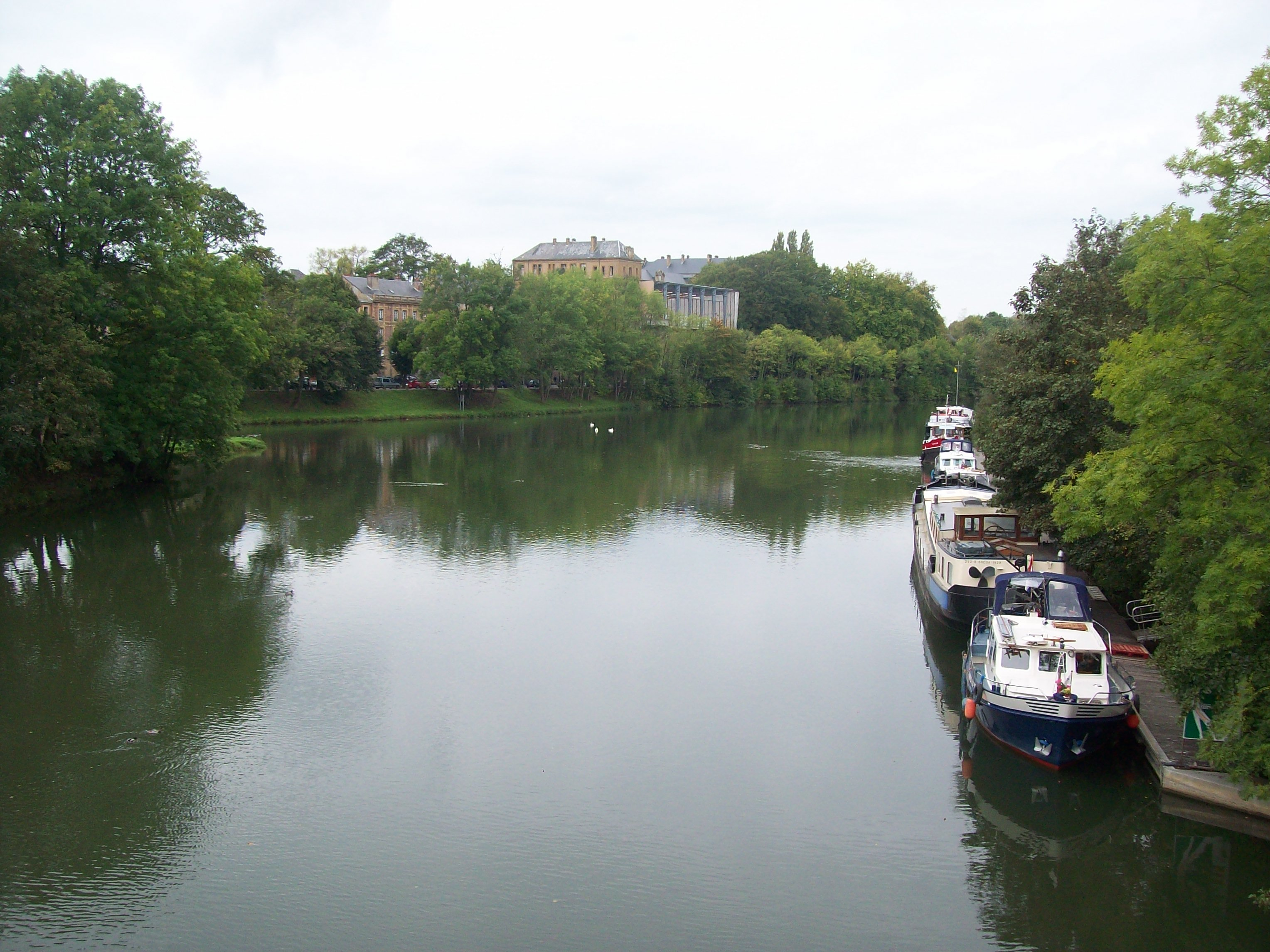
La Meuse vue de la passerelle
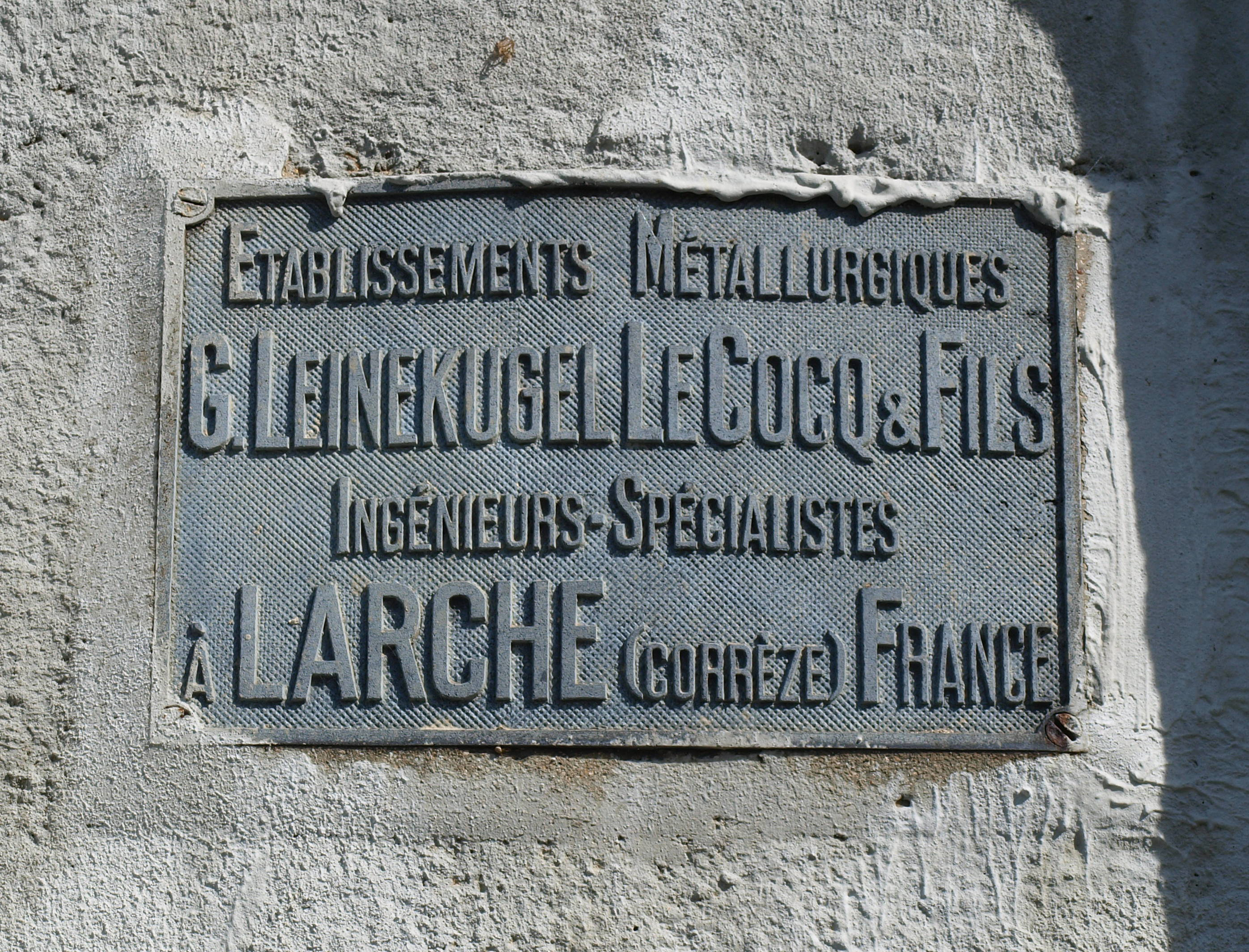
Plaque du constructeur de la passerelle
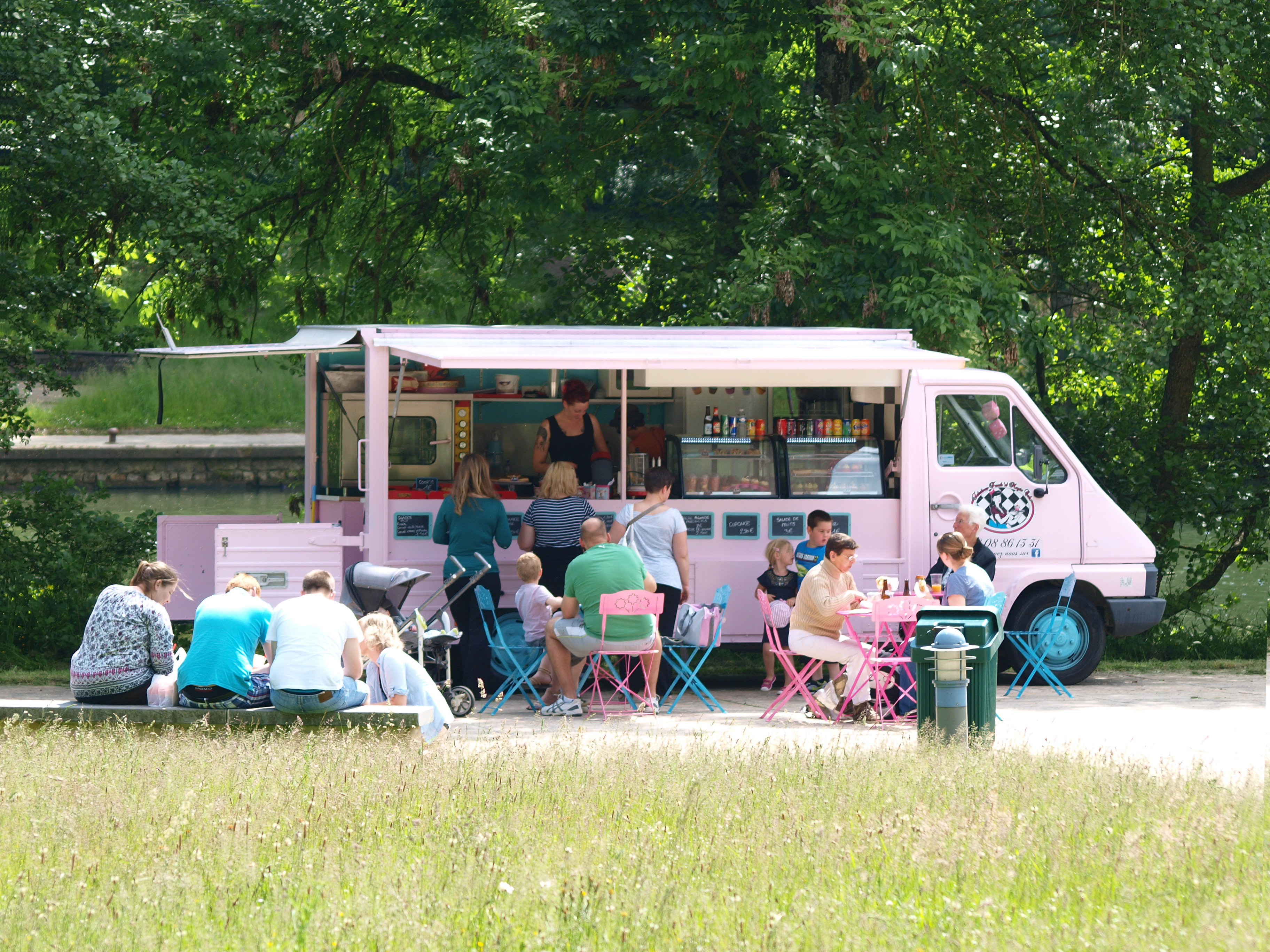
Commerce ambulant au pied du mont Olympe
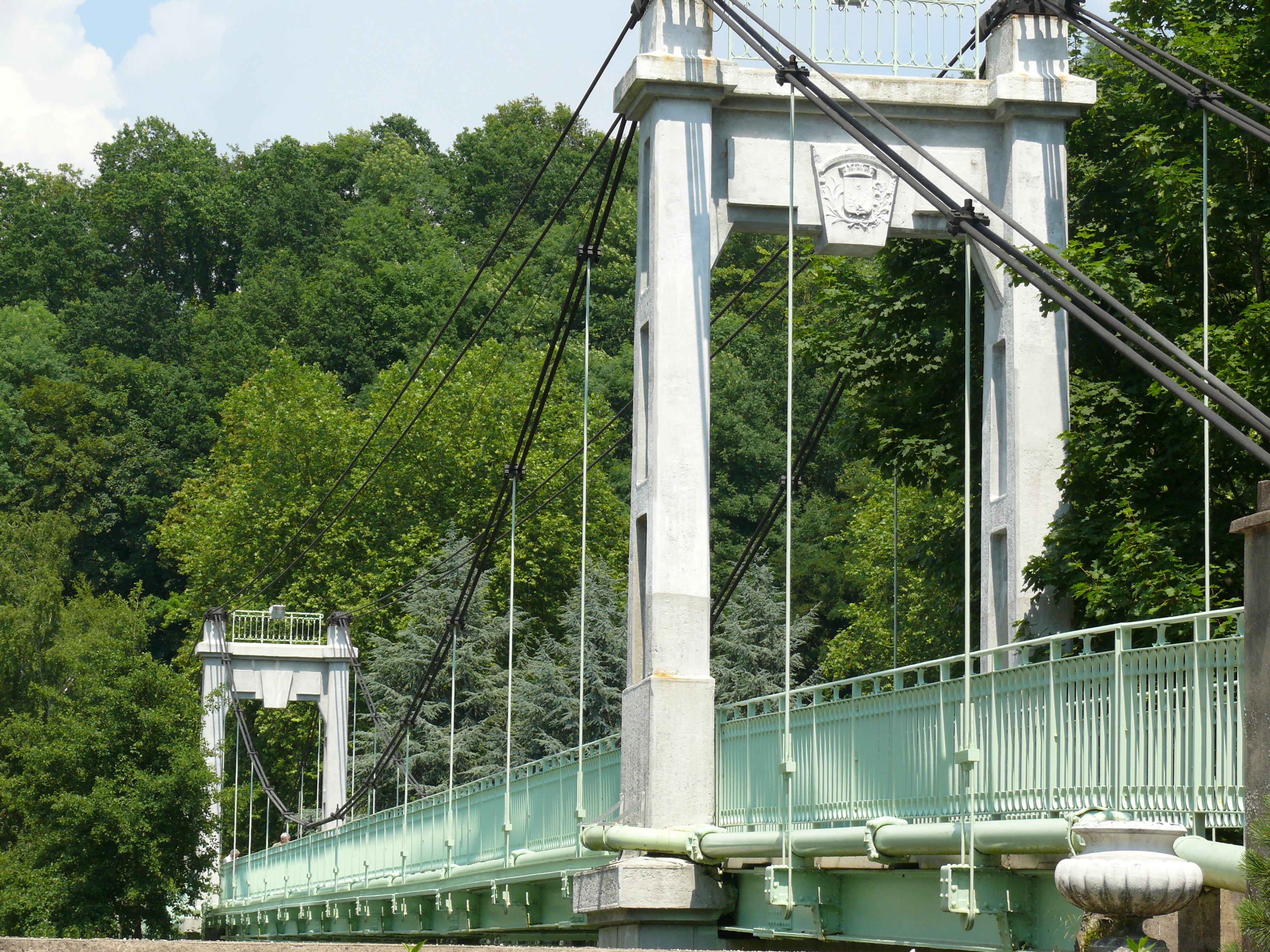
Vers la forêt
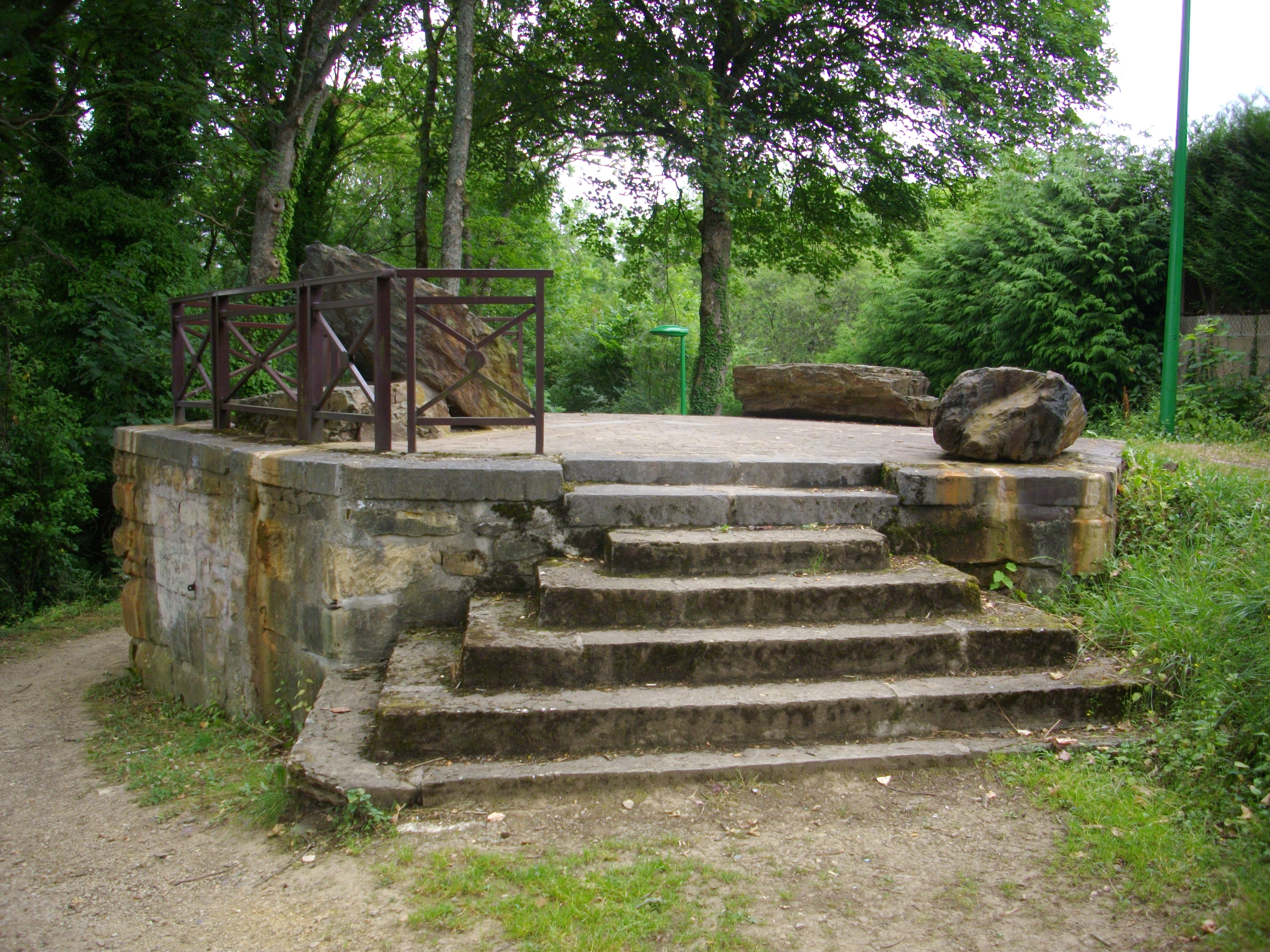
Base de l'ancien belvédère
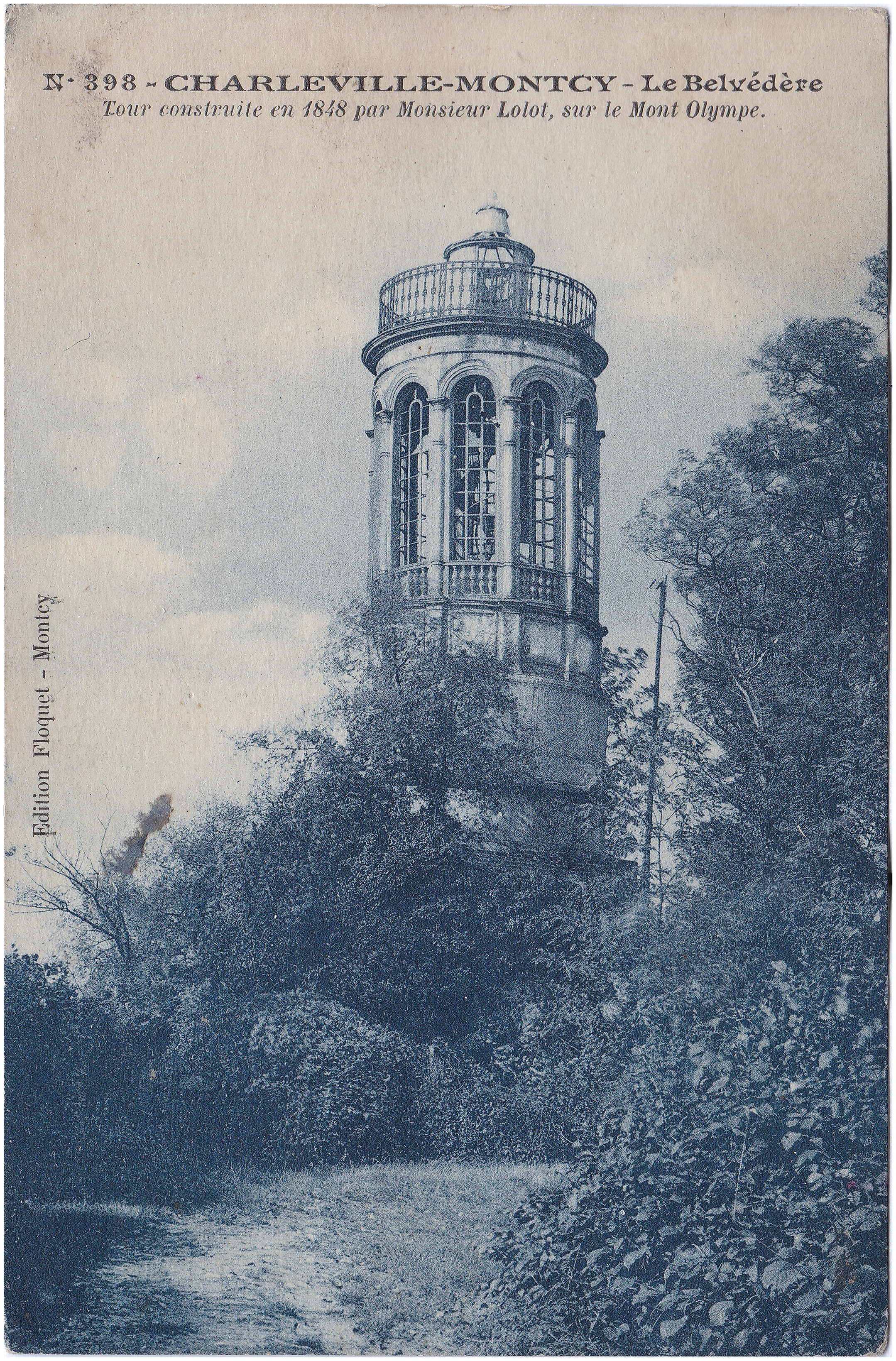
L'ancienne tour belvédère

### Webographie
- « La plaine du Mont Olympe », sur le site de Charleville-Mézières.
- « Le Mont Olympe », sur le site de Charleville-Mézières.